# Ethochorema ochraceum
Ethochorema ochraceum là một loài Trichoptera trong họ Hydrobiosidae. Chúng phân bố ở miền Australasia.